# (99907) 1989 VA
(99907) 1989 VA – planetoida z grupy Atena należąca do obiektów NEO.

## Odkrycie
(99907) 1989 VA została odkryta 2 listopada 1989 roku przez Carolyn Shoemaker z Obserwatorium Palomar. Nazwa planetoidy jest oznaczeniem tymczasowym.

## Orbita
(99907) 1989 VA okrąża Słońce w ciągu 227 dni w średniej odległości 0,73 j.a. Planetoida ta porusza się po orbicie o mimośrodzie 0,59 i nachyleniu 28,8º względem ekliptyki. Planetoida ta jest pierwszym odkrytym obiektem posiadającym półoś wielką o wartości zbliżonej (0,7284 j.a.) do Wenus (0,7233 j.a.).

## Właściwości fizyczne
Jest to niewielki obiekt o nieregularnym kształcie, którego rozmiary oceniono na 0,8–1,4 km. Rotuje dość szybko wokół własnej osi – na jeden obrót potrzebuje nieco ponad dwie i pół godziny. Jasność absolutna (99907) 1989 VA wynosi 18,0m.